# مارك فوكس
مارك فوكس (بالإنجليزية: Mark Fox)‏ هو مدرب كرة سلة أمريكي، ولد في 13 يناير 1969 في غاردن سيتي في الولايات المتحدة.

## روابط خارجية
- مارك فوكس على موقع كلية كرة السلة في سبورتس رفرنس.كوم (الإنجليزية)